# César Alvajar
Pour les articles homonymes, voir Alvajar.
César Alvajar Diéguez, né à La Corogne le 10 janvier 1892 et mort le 6 juin 1965 à Paris, est un écrivain, journaliste et homme politique galicien, républicain espagnol.

## Biographie
Étudiant à Saint-Jacques-de-Compostelle, il y fonde le journal progressiste La República. Il est également  rédacteur en chef d' El Progreso, collaborateur des journaux Tierra Gallega et El Noroeste. ll crée également l'hebdomadaire satirique La Ciudad à La Corogne. 
Lors de la grève générale de 1917, il est emprisonné au château de San Antón. 
Il dirige plus tard l'hebdomadaire politique Adelante, puis devient, pendant 18 ans, le rédacteur en chef de La Voz de Galicia jusqu'en 1935. 
Au niveau politique, il est président du Parti radical et candidat aux élections législatives de 1931. Il quitte néanmoins se parti pour rejoindre le Parti républicain radical-démocrate puis l'Union républicaine. 
Pendant la Seconde République, il est gouverneur civil de Soria.
Lorsque éclate la guerre d'Espagne, il est le chef du ministère de la délégation d'évacuation du Conseil de défense de Madrid, rédacteur en chef de la section d'information du ministère d'État à Barcelone et rédacteur en chef des services d'état-major général de l'Armée.
Lorsque les nationalistes arrivent au pouvoir, en 1939, il doit s'exiler en France. Jugé et condamné par contumace par le régime franquiste, il continue sa résistance en France. Il s'installe d'abord à Vimoutiers, dans le département de l'Orne, en Normandie, avec sa compagne Amparo López Jean, puis rejoint Paris, où il dirige La Nouvelle Espagne, organe du gouvernement républicain en exil.  
Il représente la Galice à Paris, et, de 1951 jusqu'à sa mort, est délégué au Conseil de Galice. 

## Famille
Il est le compagnon de la militante féministe Amparo López Jean.
Le couple a quatre enfants : 
- Amparo Alvajar, journaliste
- Ana María Alvajar L. Jean, musicienne
- Javier Alvajar López, homme politique

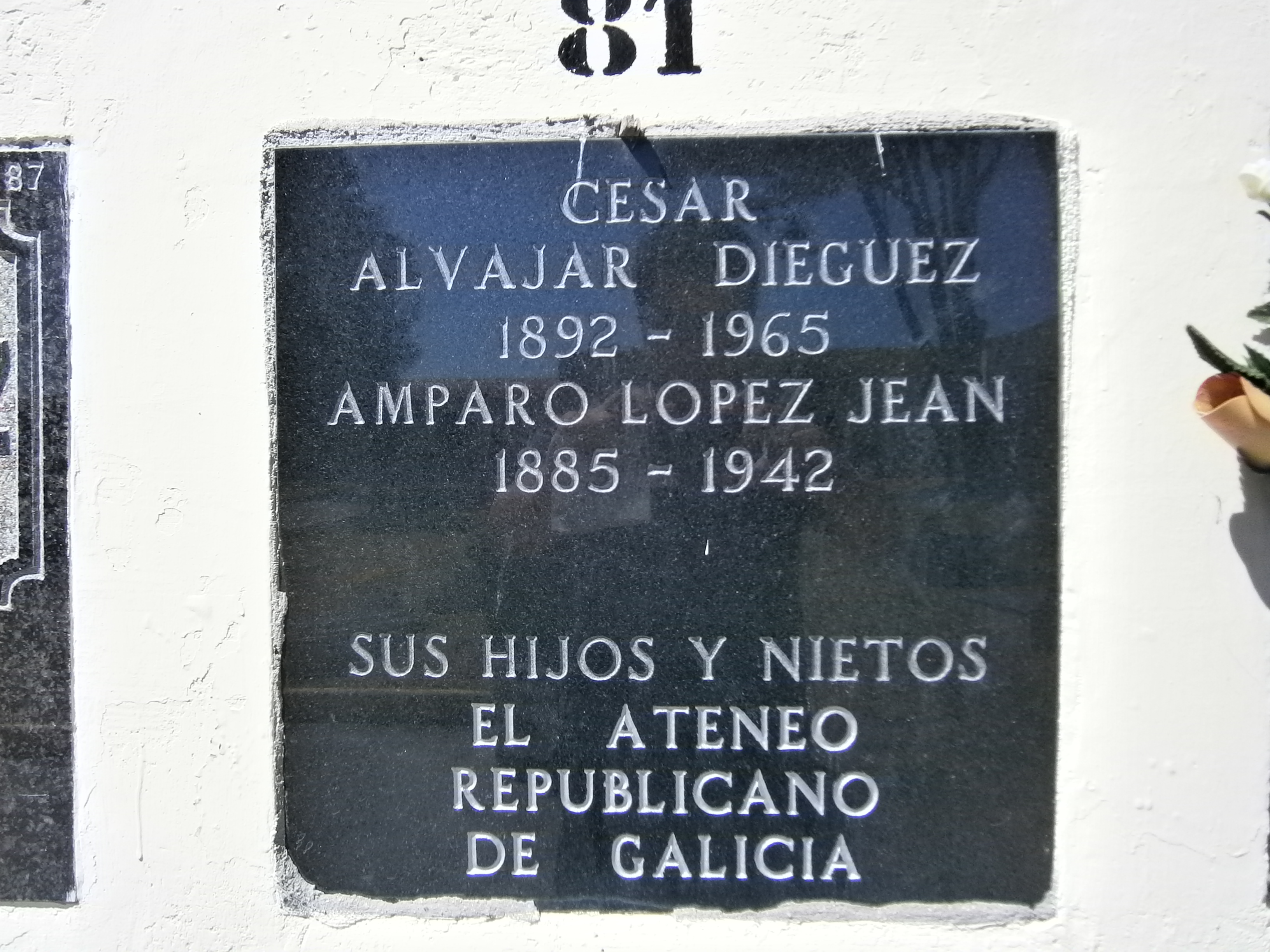
Sépulture de César Alvajar et d'Amparo López Jean au cimetière de San Amaro de La Corogne.

- María Teresa Alvajar, écrivaine[5].